# Entoloma sordidulum
Entoloma sordidulum är en svampart som först beskrevs av Kühner & Romagn., och fick sitt nu gällande namn av Peter D. Orton 1960. Entoloma sordidulum ingår i släktet Entoloma och familjen Entolomataceae.  Arten är reproducerande i Sverige. Inga underarter finns listade i Catalogue of Life.

## Källor

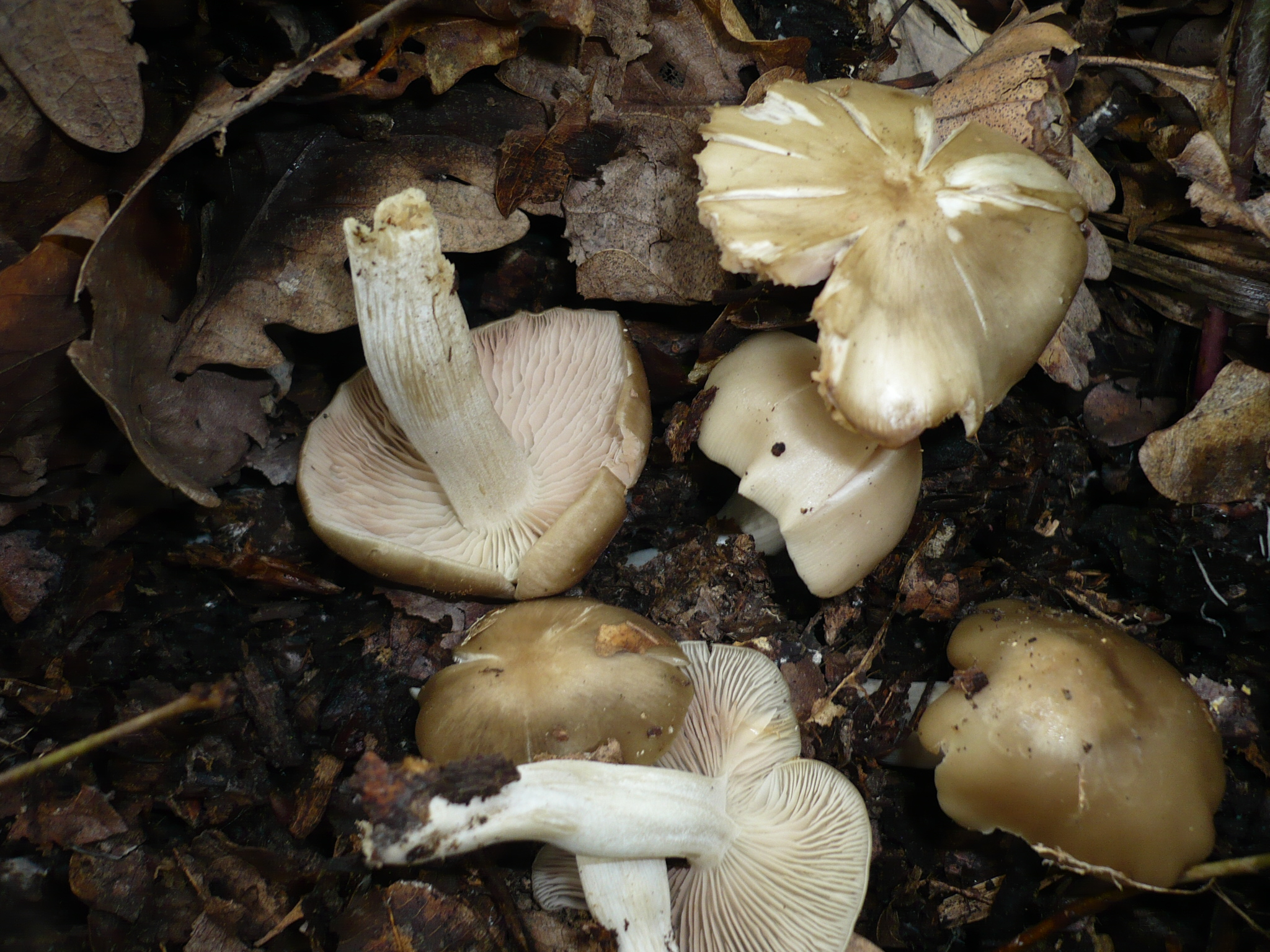
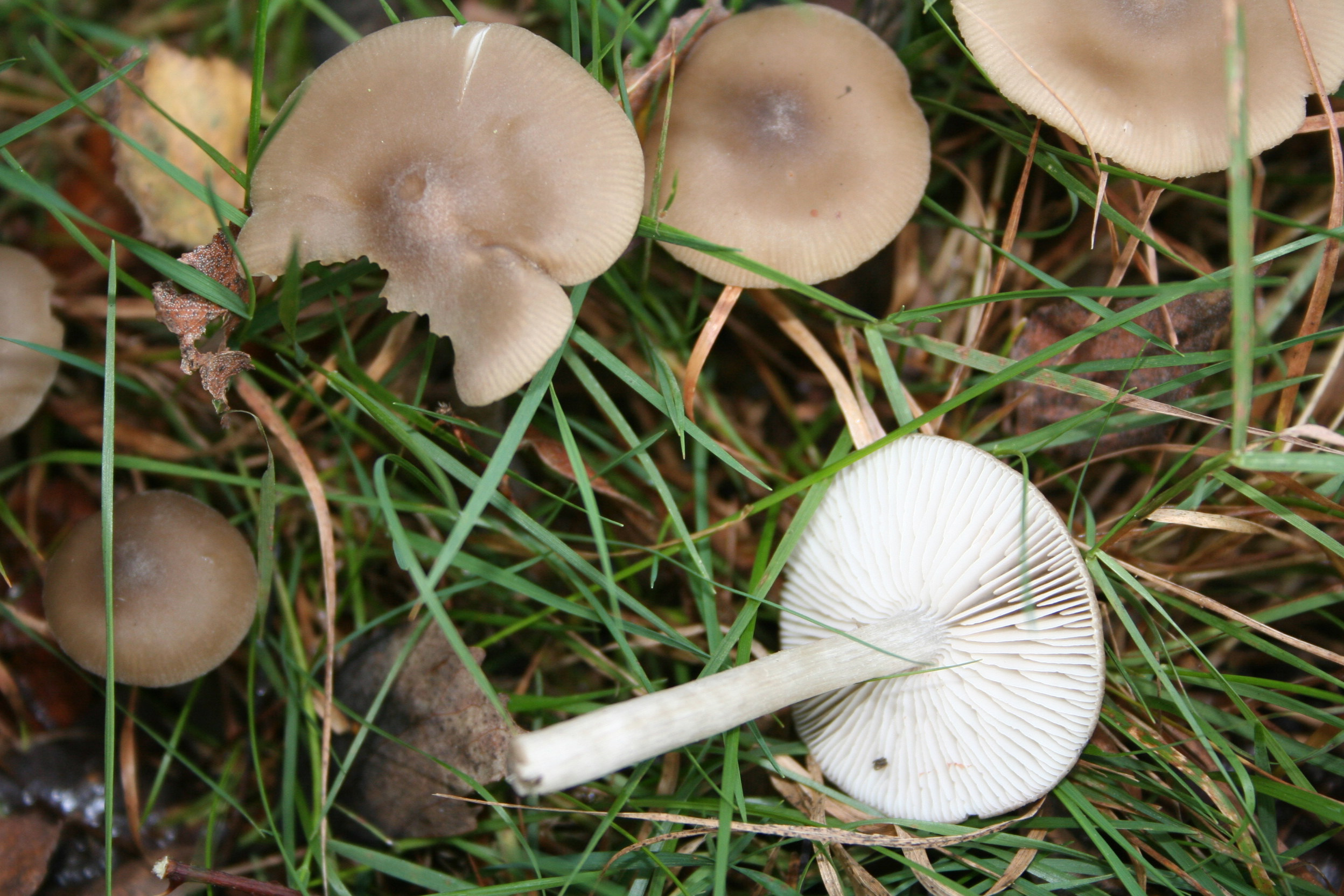
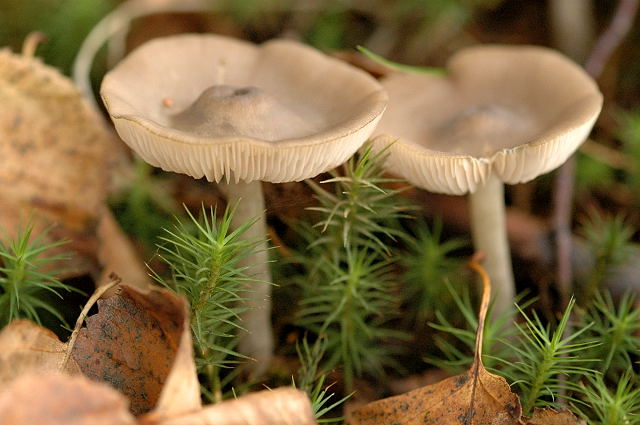
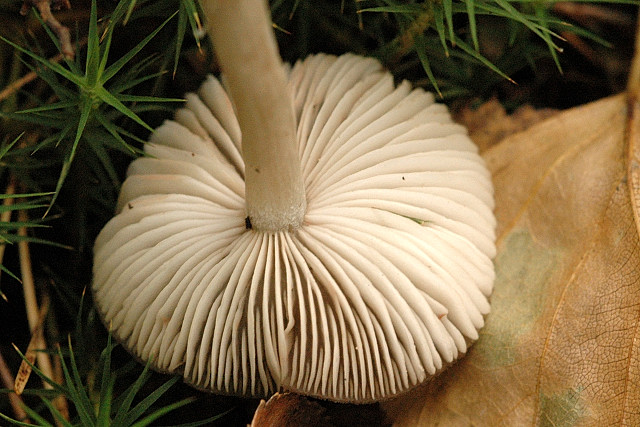